# Cantone di L'Escarène
Il Cantone di L'Escarène era una divisione amministrativa dell'arrondissement di Nizza.
A seguito della riforma approvata con decreto del 24 febbraio 2014, che ha avuto attuazione dopo le elezioni dipartimentali del 2015, è stato soppresso.

## Composizione
Comprendeva 6 comuni:
- Blausasc
- Lucéram
- Peille
- Peillon
- L'Escarène
- Touët-de-l'Escarène